# Sesamia penniseti
Sesamia penniseti là một loài bướm đêm trong họ Noctuidae.